# Ilona Durigo
Ilona Durigo, née le 13 mai 1881 à Budapest et morte le 25 décembre 1943 à Budapest, est une contralto hongroise et une professeure de chant. Elle apparaît principalement en concert, chantant des Lieder et des oratorios. Elle est connue pour chanter des Lieder qu'Othmar Schoeck a composé pour elle. Elle est considérée comme l'une des meilleures contraltos de son époque. 

## Carrière
Durigo est une élève de Bianca Malezcky et Jules Stockhausen. Elle étudie, à partir de 1902, à l'Académie de musique et des arts du spectacle de Vienne avec Filip Forstén (fi), puis poursuit ses études avec Etelka Gerster et Eduard Bellwidt à Berlin.
En 1912, Durigo s'est d'abord produit avec Othmar Schoeck, et en 1913, elle entre dans son cercle et ils deviennent amis. Durigo tombe amoureuse de Schoeck, mais ses sentiments ne sont pas payés de retour. Elle épouse le pianiste hongrois, Osman Kasics. Sa relation avec Schoeck est agitée mais Durigo devient vite une interprète bien connue de son œuvre, et plus tard, il a dit qu'elle était la plus belle chanteuse de ses chansons qu'il ait jamais trouvée.
Ses nombreuses collaborations avec Schoeck incluent ses arrangements des poèmes de Hesse. La critique de son récital à Berne, le 23 mars 1915, avec le pianiste Schoeck, dans le Berner Tagblatt, a salué son expression différenciée des émotions et l'accord avec le pianiste :
« Mme Durigo a chanté ces chansons et toutes les autres (19 avec le rappel)... avec la sensation la plus profonde. Sa propre expérience de ces chansons s'exprimait non seulement dans les différentiations de conférences musicales (telles des sonorités miraculeuses, transfigurées par la poésie, comme celles de tête, entendues auparavant par n'importe quel chanteur), mais aussi dans la lueur croissante et décroissante de ses yeux. Et que leur interprétation a capturé les perceptions du compositeur, a prouvé l'harmonie parfaite de leur chanson splendide avec le jeu de piano particulièrement beau de Schoeck »
— Berner Tagblatt, 23 mars 1915
Durigo est professeure de chant au conservatoire de Zurich à partir de 1921 jusqu'en 1937, où l'une de ses élèves est Maria Stader. Elle est l'amie d'Hermann Hesse, du compositeur et chef d'orchestre Fritz Brun, et du violoniste Alphonse Brun.
Chaque année, de 1930 à 1939, elle interprète la partie d'alto de la Passion selon saint Matthieu de Bach avec l'Orchestre royal du Concertgebouw, mené par Willem Mengelberg dont celui du premier enregistrement de l'œuvre en 1939, aux côtés de Karl Erb (de), comme Évangéliste et Willem Ravelli comme vox Christi. Elle se produit comme soliste dans plus de 40 concerts avec le chœur Der Gemischte Chor Zürich (en) entre 1911 et 1943. Elle chante aussi en Autriche, Allemagne, Belgique et Italie, elle est considérée comme l'une des meilleures contraltos de la période.
Durigo retourne à Budapest en 1937 et enseigne à l'Université de musique Franz-Liszt. Elle est décédée le 25 décembre 1943.